# Interrogativlogik
Die Interrogativlogik ist eine Logik der Frage, also eine Disziplin, die mit logischen und linguistischen Methoden Fragesätze und Frageäußerungen untersucht.

## Entstehung
Schon bei Aristoteles werden formale Strukturen von Fragen festgestellt. Richard Whately und Bernard Bolzano lieferten erste traditionelle Vorarbeiten. Erste Ansätze zur modernen Interrogativlogik im 20. Jahrhundert stammen von Kazimierz Ajdukiewicz, Rudolf Carnap, Eugeniu Sperantia, Hans Reichenbach und Nuel Belnap.
Einen umfassenderen Ansatz der Interrogativlogik haben jedoch erst Mary Prior und Arthur N. Prior unter dem Titel erotetische Logik vorgelegt.

## Ansätze der Interrogativlogik
Prior/Prior und andere unterscheiden syntaktisch unterschiedliche Arten von Fragestellungen in den natürlichen Sprachen:
- kategorische Fragen („Fährst du gleich mit dem Auto?“)
- hypothetische Fragen („Wenn die Sonne scheint, gehst du dann lieber zu Fuß?“)
- disjunktive Fragen („Fährst du oder Annegret?“)
- W-Fragen
- Entscheidungsfragen: Ja-Nein-Fragen, Ob-Fragen

Diese Fragetypen wurden von den Priors parallelisiert und kombiniert. Urs Egli unterscheidet bei kategorischen und hypothetischen Fragen zwischen totalen und partiellen.
Für Felix Cohen ist jede Frage synonym mit einer Funktionsgleichung (bei Cohen: Satzfunktion) mit einer Unbekannten x. Gibt es für x keine geeigneten Argumente, so ist die Frage sinnlos.